# 土佐緑清太
土佐緑 清太（とさみどり きよた、1996年5月11日 - ）は、高知県高知市出身で、阿武松部屋所属の現役大相撲力士。本名は光内 洸太（みつうち こうた）。身長180.8cm、体重139.6kg、血液型はO型。最高位は西幕下11枚目（2021年7月場所）。

## 来歴
高知市立長浜小学校1年次に、体が大きかったという理由で相撲を始めた。5年次に全日本小学生相撲優勝大会でベスト8の成績を残した。高知市立南海中学校3年次に、全国中学校相撲選手権大会に出場している。中学校卒業後は埼玉栄高校に進学。高校の同期には貴景勝らがいる。高校では2年次に高校総体で団体優勝を経験、3年次には主将を務めた。
高校卒業後は、埼玉栄高校相撲部の監督の勧めで、同高校出身の慶天海らが所属する阿武松部屋に入門した。中学時代に左肩を脱臼して手術しており、その後も脱臼癖が付いていたことから、左肩は入門前に再度手術しており、初土俵は完治を待って2015年7月場所になった。序ノ口に上がってからは3場所連続で6勝1敗として、2016年3月場所では三段目上位まで番付を上げていたが、3勝4敗で入門以来初めての負け越しとなった。同年5月に左肩亜脱臼を再発して8月に手術を受けた影響で、同年7月場所からは4場所連続で全休となり、2017年3月場所の前相撲から土俵に復帰した。翌5月場所からは2場所連続で勝ち越したが、三段目に復帰した同年9月場所前の稽古で、今度は右肩を脱臼して休場することになった。10月に手術を受けたが3場所連続の全休によって再び番付外に転落した。
2018年7月場所前に本格的な稽古を再開できるようになったため、同場所の前相撲から土俵に復帰した。翌9月場所は7戦全勝で自身初めての各段優勝となる序ノ口優勝。続く11月場所も優勝決定戦を制して序二段優勝を果たした。表彰式の後には、幕内土俵入りを終えた貴景勝にグータッチで祝福を受けた。翌2019年1月場所で三段目に復帰して勝ち越し、続く3月場所では3年ぶりに自己最高位を更新したが、4番目の相撲で右膝前十字靭帯断裂、内側側副靱帯部分断裂、半月板損傷の重傷を負い、再び長期休場を余儀なくされた。手術を受けたが1か月半も車椅子生活が続いたことで、現役引退が頭をよぎることもあったというが、周囲の励ましなどを受けたため現役続行を決意した。同年9月26日に、入門当初からの師匠だった12代阿武松（元関脇・益荒雄）が健康問題を理由に日本相撲協会を退職。12代阿武松の退職直前に改名を希望し、出身地の「土佐」と第6代横綱・阿武松緑之助に肖って「緑」の字を用いた「土佐緑」に改名した。
師匠が13代阿武松（元幕内・大道）に代わり、自身にとっては改名場所となった2019年11月場所で土俵に復帰。序ノ口の番付で6連勝としたが、7番目で幕内経験者の序二段・宇良に敗れて7戦全勝はならなかった。全勝者がいなくなったため6勝1敗の3人による優勝決定巴戦になったが、これを制して2度目の序ノ口優勝で復帰の場所を終えた。翌場所以降も勝ち越しを続けて、2020年11月場所で新幕下に昇進した。
2023年9月場所終了直後の報道によると、高校の同期である大関・貴景勝の付け人を務めている。

## 主な成績
2025年7月場所終了現在

### 通算成績
- 通算成績：186勝126敗73休（56場所）

### 各段優勝
- 序二段優勝：1回（2018年11月場所）
- 序ノ口優勝：2回（2018年9月場所、2019年11月場所）

### 場所別成績
| | 一月場所 初場所（東京）   | 三月場所 春場所（大阪） | 五月場所 夏場所（東京）   | 七月場所 名古屋場所（愛知） | 九月場所 秋場所（東京）   | 十一月場所 九州場所（福岡） |
| --- | ------------------------- | ----------------------- | ------------------------- | --------------------------- | ------------------------- | --------------------------- |
| 2015年 （平成27年） | x                         | x                       | x                         | （前相撲）                  | 東序ノ口24枚目 6–1        | 東序二段42枚目 6–1          |
| 2016年 （平成28年） | 東三段目75枚目 6–1        | 東三段目18枚目 3–4      | 東三段目33枚目 3–4        | 東三段目48枚目 休場 0–0–7   | 西序二段9枚目 休場 0–0–7  | 東序二段80枚目 休場 0–0–7   |
| 2017年 （平成29年） | 西序ノ口14枚目 休場 0–0–7 | （前相撲）              | 西序ノ口9枚目 5–2         | 東序二段67枚目 6–1          | 東三段目97枚目 休場 0–0–7 | 西序二段57枚目 休場 0–0–7   |
| 2018年 （平成30年） | 東序ノ口14枚目 休場 0–0–7 | （番付外）              | （番付外）                | （前相撲）                  | 西序ノ口31枚目 優勝 7–0   | 東序二段15枚目 優勝 7–0     |
| 2019年 （平成31年 /令和元年） | 西三段目22枚目 4–3        | 西三段目11枚目 2–2–3    | 西三段目34枚目 休場 0–0–7 | 西三段目94枚目 休場 0–0–7   | 西序二段54枚目 休場 0–0–7 | 東序ノ口23枚目 優勝 6–1     |
| 2020年 （令和2年） | 西序二段41枚目 5–2        | 東序二段3枚目 6–1       | 感染症拡大 により中止     | 東三段目42枚目 4–3          | 西三段目23枚目 5–2        | 西幕下58枚目 4–3            |
| 2021年 （令和3年） | 西幕下47枚目 4–3          | 東幕下38枚目 5–2        | 西幕下22枚目 5–2          | 西幕下11枚目 3–4            | 西幕下17枚目 3–4          | 東幕下25枚目 4–3            |
| 2022年 （令和4年） | 西幕下19枚目 4–3          | 東幕下16枚目 3–4        | 東幕下22枚目 2–5          | 西幕下40枚目 3–4            | 東幕下48枚目 5–2          | 西幕下32枚目 3–4            |
| 2023年 （令和5年） | 西幕下42枚目 4–3          | 東幕下33枚目 4–3        | 東幕下27枚目 1–6          | 西幕下59枚目 4–3            | 西幕下50枚目 4–3          | 東幕下41枚目 3–4            |
| 2024年 （令和6年） | 西幕下51枚目 3–4          | 西幕下60枚目 6–1        | 西幕下27枚目 4–3          | 東幕下21枚目 3–4            | 東幕下30枚目 4–3          | 東幕下23枚目 5–2            |
| 2025年 （令和7年） | 東幕下13枚目 3–4          | 東幕下20枚目 2–5        | 東幕下31枚目 3–4          | 東幕下38枚目 4–3            | x                         | x                           |
| 各欄の数字は、「勝ち-負け-休場」を示す。 優勝 引退 休場 十両 幕下 三賞：敢=敢闘賞、殊=殊勲賞、技=技能賞 その他：★=金星 番付階級：幕内 - 十両 - 幕下 - 三段目 - 序二段 - 序ノ口 幕内序列：横綱 - 大関 - 関脇 - 小結 - 前頭（「#数字」は各位内の序列） |                           |                         |                           |                             |                           |                             |

## 改名歴
- 光内 洸太（みつうち こうた）2015年7月場所 - 2019年9月場所
- 土佐緑 清太（とさみどり きよた）2019年11月場所 -